# 克洛斯特滕普钦
克洛斯特滕普钦（德語：Kloster Tempzin）是德国梅克伦堡-前波美拉尼亚州的一个市镇，隶属于路德维希斯卢斯特-帕尔希姆县。总面积为24.83平方千米，截至2020年总人口为543人。